# ランダイミズ
ランダイミズ（巒大冷清草、Elatostema platyphyllum）は、イラクサ科ウワバミソウ属の多年草。

## 概要
日本では沖縄県西表島のみに、日本国外では台湾、中国南部、ヒマラヤ山脈に分布する。山地の河川沿い等に生育する。
多年草で、高さ50～100cmになる。葉は互生、倒披針状長楕円形で、長さ10～22cm程度。雌雄異株。雄花序は集散花序で、雌花序は小形。
西表島は分布の北限であり、個体数が少ない。

## 保護上の位置づけ
絶滅危惧IB類 (EN)（環境省レッドリスト）
生育地である下記の地方公共団体が作成したレッドデータブックにも掲載されている。
- 沖縄県：絶滅危惧IA類